# Anton Dresden
Anton Johan Dresden (Amsterdam, 16 maart 1917 – Bussum, 14 mei 1994) was een Nederlands pianist en cellist.
Hij werd geboren binnen het gezin van musicus Sem Dresden en zangeres Jacoba Dhont. Hij was getrouwd met Maria Cornelia Binnendijk.
Zijn muziekopleiding verkreeg hij aan het Koninklijk Conservatorium te Den Haag, 1939 slaagde hij er voor piano-onderwijs, het jaar daarop voor pianospel. In 1951 kon hij met een beurs van de Amerikaanse regering enige tijd studeren aan de Juilliard School of Music in New York. Onderwijl begeleidde hij tal van nationale en internationale zangers en zangeressen.  
Hij was tot 1954 enige tijd docent piano en koordirectie aan het Rotterdams en Utrechts Conservatorium (samen met Theo Bruins). In dat jaar verruilde hij die banen voor directeur van de muziekschool van toonkunst te Bussum en werd tevens dirigent van het Toonkunstkoor en –orkest aldaar. Hij was er leraar van Ruud Bos. Al eerder had hij een functie als dirigent aangenomen in Amersfoort.
Hij was diverse keren solist in het pianoconcert van zijn vader:
- 1948: met het Residentie Orkest onder leiding van Frits Schuurman
- 1948: met het Concertgebouworkest onder leiding van Eduard van Beinum
- 1949: met het Utrechts Symfonie Orkest onder leiding van Willem van Otterloo
- 1955: met het Residentie Orkest onder leiding van Willem van Otterloo.